# Mẫn Hiên thuyết loại

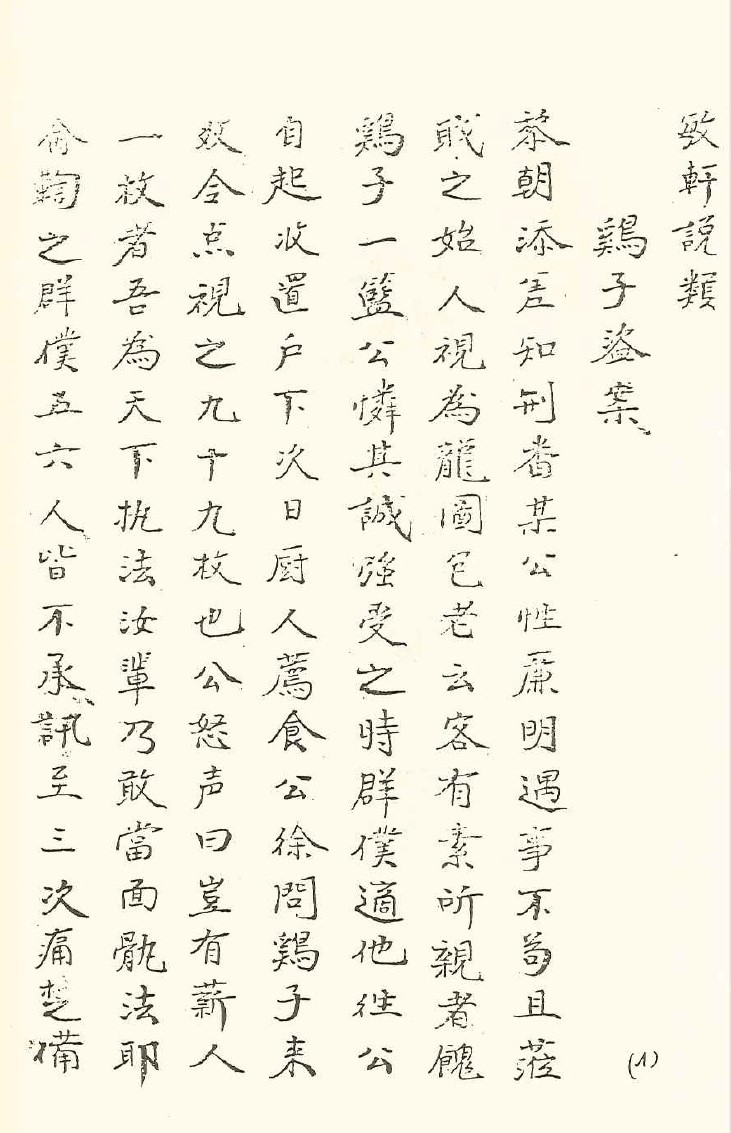
Mẫn Hiên thuyết loại (chữ Hán)

Mẫn Hiên thuyết loại (chữ Hán: 敏軒說類) là một tác phẩm của Cao Bá Quát (hiệu là Mẫn Hiên), ra đời vào khoảng nửa đầu thế kỷ 19 trong lịch sử văn học Việt Nam.

## Giới thiệu sơ lược
Khoảng đầu thế kỷ 20, Trường Viễn Đông bác cổ Pháp có sao chép được tập truyện Mẫn Hiên thuyết loại. Bản chép tay này hiện lưu giữ tại Viện nghiên cứu Hán Nôm (Hà Nội), mang ký hiệu A.1072.
Đây là công trình sáng tác và khảo cứu viết bằng chữ Hán gồm 3 phần:
- Phần 1 gồm 10 thiên truyện ký, mỗi thiên có đầu đề riêng.
- Phần 2 có tiêu đề chung là "Cổ tích".
- Phần 3 có tiêu đề chung là "Nhân phẩm", ghi chép 176 đơn vị về núi sông, đầm phá, đình chùa, quán miếu, danh lam cổ tích và 46 đơn vị về các nhân vật lịch sử.

Tuy nhiên, sau khi xem xét thì chỉ có phần đầu là của Cao Bá Quát, còn hai phần sau là chép từ cuốn Công Hạ ký văn của Trương Quốc Dụng.
10 truyện ký của Cao Bá Quát, có nhan đề như sau:
1. Bách Tam Lang trung nghĩa (Bách Tam Lang trung nghĩa).
2. Kê tử đạo án (Vụ án ăn trộm trứng gà).
3. Ngô Lâm mạ tặc (Ngô Lâm chửi giặc).
4. Nguyễn Bá phụ tử (Cha con Nguyễn Bá).
5. Phan Văn Phụng huynh đệ (Anh em Phan Văn Phụng).
6. Phương Am tiên sinh di sự (Truyện cũ về ngài Phương Am).
7. Từ Sơn mệnh báo (Vụ án mạng ở Từ Sơn).
8. Trần Tiến sĩ phụng sứ (Ông Tiến sĩ họ Trần vâng mệnh đi sứ).
9. Trạm Điền Vũ tộc (Họ Vũ ở Trạm Điền).
10. Trịnh Thượng thư di sự (Truyện cũ về ông Thượng thư họ Trịnh)
Năm 2004, Mẫn Hiên thuyết loại (bản dịch của Hoàng Văn Lâu) đã được Nhà xuất bản Hà Nội ấn hành.